# Ивалойоки
Ивалойоки (фин. Ivalojoki, инари-саам. Avveeljuuhâ, северносаам. Avviljohka) — река на севере Финляндии, в области Лапландия.
Длина — 180 км, впадает в озеро Инариярви. Берёт начало из южных болот национального парка Лемменйоки, вблизи границы с Норвегией, у сопки Корса. Большую часть пути течёт через местность Хаммастунтури, отличительной особенностью которой является нетронутая природа. При впадении в озеро Инари, образует дельту длиной 5 км.
Ивалойоки имеет прозвище «река золота», во времена финской золотой лихорадки в конце XIX столетия были построены такие местечки как Култала. Сотни приисков и сегодня разбросаны вдоль реки и её притоков.